# Muzeum ošetřovatelství (Opava)
Muzeum ošetřovatelství se nacházelo v areálu nemocnice Opava ve vile s označením W.

## Historie
Muzeum vzniklo v roce 2010 a bylo původně bylo umístěno v pavilonu L, ale kvůli rozrůstání sbírky bylo přesunuto. Expozice byla umístěna ve 2 podlažích a také suterénu. Zaujímá 11 tematicky rozdělených místností. Časové rozpětí bylo od doby Rakouska-Uherska po období socialismu. Shromažďování exponátů trvalo 7 let. Veškeré exponáty jsou původní. Muzeum bylo původně zpřístupněné pouze odborníkům, lékařům a studentům zdravotních škol.
Autorkou muzea je Mgr. Lenka Hanková. Je náměstkyní ošetřovatelské péče ve Slezské nemocnici Opava. Otevírací doba byla pouze poslední úterý v měsíci 13:00-15:00. Návštěvu mimo termín šlo objednat u Mgr. Lenky Hankové. Vstupné do muzea bylo dobrovolné.
Na začátku roku 2022 bylo muzeum zrušeno a exponáty přesunuty do Slezského zemského muzea.